# Slovenská Tlačová Agentúra
A Slovenská Tlačová Agentúra (SITA) a legnagyobb, magánkézben lévő hírügynökség Szlovákiában.
A SITA-t 1997-ben alapították azzal a céllal, hogy aktuális, kiegyensúlyozott és pártatlan információkat szolgáltasson a gazdaságról és a politikai életről. Működése ugyanebben az évben, június 15-én indult. A hírügynökségnél jelenleg több mint száz főállású újságíró, szerkesztő és elemző dolgozik. A SITA naponta négyszáz hírügynökségi anyagot, több tucat nagyobb elemzést ad ki, valamint médiafigyeléssel is foglalkozik.
A cég 2001-ben az addigi klasszikus hírügynökségi tevékenységet (online hírszolgáltatás a helyi és külföldi politikai, társadalmi, gazdasági és sporteseményekről) kibővítette az üzleti szférának és a különböző intézményeknek szóló speciális (média- és ágazati elemzéseket is tartalmazó) információszolgáltatással.
2010. január óta a SITA magyar nyelven is szolgáltat híreket. Ezek elsősorban Szlovákia magyarok lakta régiójával kapcsolatosak. Szlovákiában működik állami kézben lévő hírügynökség is, ez a Tlačová agentúra Slovenskej republiky (TASR).